# لک‌لک توفان
لک‌لک توفان(نام علمی: Ciconia stormi) نام یک گونه از سرده لک‌لک‌های راستین است.